# Secure User Plane Location
 (juillet 2014).
Le protocole SUPL (Secure User Plane Location) est un protocole IP destiné à transmettre par un réseau mobile les informations indispensables au GPS assisté (ou A-GPS). Le positionnement par A-GPS est beaucoup plus rapide que par GPS, certaines informations transitant par le réseau mobile plutôt que par le canal natif du GPS, qui est d'une très faible capacité (quelques octets par seconde). Une autre architecture existe: celle du control plane.